# Associazione Calcio Messina 1937-1938
Questa pagina raccoglie i dati riguardanti l'Associazione Calcio Messina nelle competizioni ufficiali della stagione 1937-1938.

## Rosa
| N. |                   | Ruolo | Calciatore           |
| -- | ----------------- | ----- | -------------------- |
|    | Italia (bandiera) | P     | Fernando Bonamartini |
|    | Italia (bandiera) | C     | Silvio Brioschi      |
|    | Italia (bandiera) | A     | Francesco Cara       |
|    | Italia (bandiera) | D     | Cesare Del Torto     |
|    | Italia (bandiera) | C     | Adolfo Dusi          |
|    | Italia (bandiera) | A     | Attilio Fossati      |
|    | Italia (bandiera) | A     | Settimo Gastaldi     |
|    | Italia (bandiera) | A     | Francesco Grasso     |
|    | Italia (bandiera) | A     | Emilio Greco         |
|    | Italia (bandiera) | C     | Giuseppe Grillo      |
|    | Italia (bandiera) | A     | Alberto Guasconi     |

| N. |                   | Ruolo | Calciatore          |
| -- | ----------------- | ----- | ------------------- |
|    | Italia (bandiera) | C     | Emanuele Interlandi |
|    | Italia (bandiera) | C     | Vincenzo Lumia      |
|    | Italia (bandiera) | P     | Pietro Miglio       |
|    | Italia (bandiera) | A     | Giuseppe Pangallo   |
|    | Italia (bandiera) | D     | Guglielmo Panzetti  |
|    | Italia (bandiera) | A     | Antonio Peternel    |
|    | Italia (bandiera) | A     | Renato Quartarone   |
|    | Italia (bandiera) | A     | Giuseppe Scategni   |
|    | Italia (bandiera) | C     | Mameli Viani        |
|    | Italia (bandiera) | A     | Giovanni Villotti   |
|    | Italia (bandiera) | D     | Aventino Zamboni    |

## Statistiche

### Statistiche di squadra
| Competizione | Punti | In casa | In casa | In casa | In casa | In casa | In casa | In trasferta | In trasferta | In trasferta | In trasferta | In trasferta | In trasferta | Totale | Totale | Totale | Totale | Totale | Totale | DR  |
| Competizione | Punti | G       | V       | N       | P       | Gf      | Gs      | G            | V            | N            | P            | Gf           | Gs           | G      | V      | N      | P      | Gf     | Gs     | DR  |
| ------------ | ----- | ------- | ------- | ------- | ------- | ------- | ------- | ------------ | ------------ | ------------ | ------------ | ------------ | ------------ | ------ | ------ | ------ | ------ | ------ | ------ | --- |
| Serie B      | 15    | 16      | 4       | 5       | 7       | 21      | 25      | 16           | 0            | 2            | 14           | 6            | 50           | 32     | 4      | 7      | 21     | 27     | 75     | -48 |
| Coppa Italia |       | 0       | 0       | 0       | 0       | 0       | 0       | 1            | 0            | 0            | 1            | 0            | 3            | 1      | 0      | 0      | 1      | 0      | 3      | -3  |
| Totale       |       | 16      | 4       | 5       | 7       | 21      | 25      | 17           | 0            | 2            | 15           | 6            | 53           | 33     | 4      | 7      | 22     | 27     | 78     | -51 |

### Statistiche dei giocatori
| Giocatore      | Serie B  | Serie B | Coppa Italia | Coppa Italia | Totale   | Totale |
| Giocatore      | Presenze | Reti    | Presenze     | Reti         | Presenze | Reti   |
| -------------- | -------- | ------- | ------------ | ------------ | -------- | ------ |
| F. Bonamartini | 11       | -30     | -            | -            | 11       | -30    |
| S. Brioschi    | 24       | 0       | 1            | 0            | 25       | 0      |
| F. Cara        | 4        | 0       | -            | -            | 4        | 0      |
| C. Del Torto   | 10       | 0       | 1            | 0            | 11       | 0      |
| A. Dusi        | 8        | 2       | -            | -            | 8        | 2      |
| A. Fossati     | 24       | 5       | 1            | 0            | 25       | 5      |
| S. Gastaldi    | 19       | 5       | 1            | 0            | 20       | 5      |
| F. Grasso      | 2        | 0       | -            | -            | 2        | 0      |
| E. Greco       | 12       | 3       | 1            | 0            | 13       | 3      |
| G. Grillo      | 9        | 0       | -            | -            | 9        | 0      |
| A. Guasconi    | 14       | 3       | 1            | 0            | 15       | 3      |
| E. Interlandi  | 8        | 0       | -            | -            | 8        | 0      |
| V. Lumia       | 27       | 1       | 1            | 0            | 28       | 1      |
| P. Miglio      | 20       | -43     | 1            | -3           | 21       | -46    |
| Panezzi        | 1        | 0       | -            | -            | 1        | 0      |
| G. Pangallo    | 1        | 0       | -            | -            | 1        | 0      |
| G. Panzetti    | 16       | 0       | -            | -            | 16       | 0      |
| A. Peternel    | 29       | 3       | -            | -            | 29       | 3      |
| R. Quartarone  | 11       | 0       | -            | -            | 11       | 0      |
| Scaligeri      | 1        | 0       | -            | -            | 1        | 0      |
| G. Scategni    | 11       | 1       | -            | -            | 11       | 1      |
| M. Viani       | 26       | 3       | 1            | 0            | 27       | 3      |
| G. Villotti    | 26       | 1       | 1            | 0            | 27       | 1      |
| A. Zamboni     | 27       | 0       | 1            | 0            | 28       | 0      |